# Западный храм воздуха
«Западный храм воздуха» (англ. The Western Air Temple) — двенадцатый эпизод третьего сезона американского мультсериала «Аватар: Легенда об Аанге».

## Сюжет
Команда Аватара прибывает к Западному храму воздуха. Туда уже спустился Зуко. Он вспоминает, как был здесь с дядей через неделю после своего изгнания и собирался ловить Аватара, чтобы восстановить свою честь. Услышав приближение команды, он убегает. Пока Тео, Хару и Дьюк осматривают окрестности, Сокка, Катара, Тоф и Аанг обсуждают дальнейшие планы. Друзья говорят Аватару, что им нужно вернуться к первоначальной цели: Аанг должен овладеть последней стихией, магией огня, и сразить Лорда Огня Озая до падения Кометы Созина. Но Аватару не у кого учиться. Тем временем Зуко наверху горы репетирует извинения и просьбу принять его в команду. Вечером Аанг не хочет задумываться о будущем, но друзья настаивают на разговоре, и к ним приходит Зуко. Он говорит, что изменился, и предлагает обучать Аватара магии огня. Аппе Зуко нравится, потому что парень освободил его в Ба-Синг-Се. Он сожалеет о своих нападениях и о том, что послал наёмного убийцу (он же Спарки-Спарки-Бу-Мэн). Услышав последнее, команда прогоняет Зуко, не доверяя ему. Тогда он хочет сдаться как пленник, но они все равно не принимают его.
Зуко ругает себя за провал, а команда обсуждает его. Они считают, что поступили верно, но Тоф говорит, что старые раны затуманивают их разум, а Аангу нужен учитель магии огня. Она говорит, что Зуко был честен при разговоре, но друзья ругаются, и Тоф уходит. Ночью она идёт в его лагерь, но, испугавшись, он случайно обжигает её ноги, и Тоф убегает. Парень снова корит себя за оплошность. Утром Тоф возвращается к друзьям, и они видят её обожжённые ноги, но она говорит, что это вышло случайно. Однако Сокка отвечает, что вот что будет, если поверить Зуко. Аанг решает, что за ним следует присматривать, и они хотят взять его в плен, как сам Зуко и предлагал. Друзья ведут Тоф лечить ноги в водоёме, и за ними наблюдает вернувшийся Спарки-Спарки-Бу-Мэн. Он собирается напасть, но Зуко, летящий на лиане, сбивает его прицел. Он говорит убийце отменять миссию, но тот его не слушает. Бывший принц говорит, что заплатит вдвое больше, если наёмник уйдёт, но тот не намерен останавливаться и выстрелом из третьего глаза сбрасывает Зуко с обрыва. Парень успевает защититься от выстрела и схватиться за корягу, после чего он лезет обратно.
Команда Аватара прячется от Спарки-Спарки-Бу-Мэна, а затем Сокка, хорошо прицелившись, попадает в его третий глаз бумерангом, и когда убийца пытается выпустить взрыв из него, то опять подрывается сам и падает с обрушившейся платформой в реку. Зуко поднимается к остальным, и Аанг к своему же удивлению благодарит его за помощь. После слов юноши о том, что магия огня может быть опасной, если её не контролировать, и о том, что он хочет помочь им закончить войну, Аанг наконец-то соглашается с тем, чтобы Зуко присоединился к команде и стал его учителем магии огня. Тоф и Сокка поддерживают Аанга, и Катара нехотя также принимает это решение. Затем Сокка отводит Зуко в его комнату и уходит. Юноша достаёт портрет дяди Айро и вспоминает его слова о непредсказуемости судьбы. Он замечает у двери Катару, и она приближается к нему. Девушка напоминает, что однажды поверила ему в Ба-Синг-Се, но он предал её, и Катара предупреждает Зуко, что если он хоть в чём-то провинится, то она тут же его прикончит.

## Отзывы

Динамика оценок IGN к эпизодам 3 сезона мультсериала

Тори Айрленд Мелл из IGN поставил серии оценку 9,3 из 10 и написал, что ему понравились «история Зуко и его эмоции на протяжении всего этого эпизода». Он продолжил, что «как единственный персонаж, который претерпел самые большие изменения на протяжении всего мультсериала, на данный момент кажется, что он стал самим собой». Своей любимой частью эпизода критик назвал финальную сцену, в которой «Катара дала принцу понять, что не забыла его обман» и «ставит Зуко на место, в значительной степени угрожая ему». Рецензент также порадовался возвращению наёмного убийцы, которого назвал «одним из своих любимых персонажей».
Хайден Чайлдс из The A.V. Club написал, что «одним из основных моментов эпизода были попытки Зуко показать команде Аватара, что он изменился». Критик отметил, что Катара «всё ещё злится из-за его предательства в Ба-Синг-Се», похвалив этот фрагмент, «потому что у неё довольно много химии» с Зуко. Её угрозы в конце напомнили рецензенту поведение Року в эпизоде «Аватар и Лорд Огня», когда он также ставил на место Созина. В конце Чайлдс написал, что «Тоф справедливо сделали голосом холодного разума, когда дело доходит до Зуко, и голосом сочувствия, поскольку она хорошо понимает, как трудно сбежать из извращённой семьи».

### Комментарии
1. ↑  В русском дубляже — «Западное племя Воздуха»